# چری-چارتروو
چری-چارتروو (به فرانسوی: Chéry-Chartreuve) یک کمون (فرانسه) در فرانسه است که در ان (ا-دو-فرانس) واقع شده‌است. چری-چارتروو ۱۳٫۶۹ کیلومتر مربع مساحت دارد ۱۴۰ متر بالاتر از سطح دریا واقع شده‌است.